# 斯拉夫科·斯维尼亚雷维奇
斯拉夫科·斯维尼亚雷维奇（羅馬化：Slavko Svinjarević，1935年4月6日—2006年），塞尔维亚男子足球运动员，场上位置是后卫。他曾代表南斯拉夫国家队参加1962年国际足联世界杯，结果队伍获得第四名。